# Johan Cronje

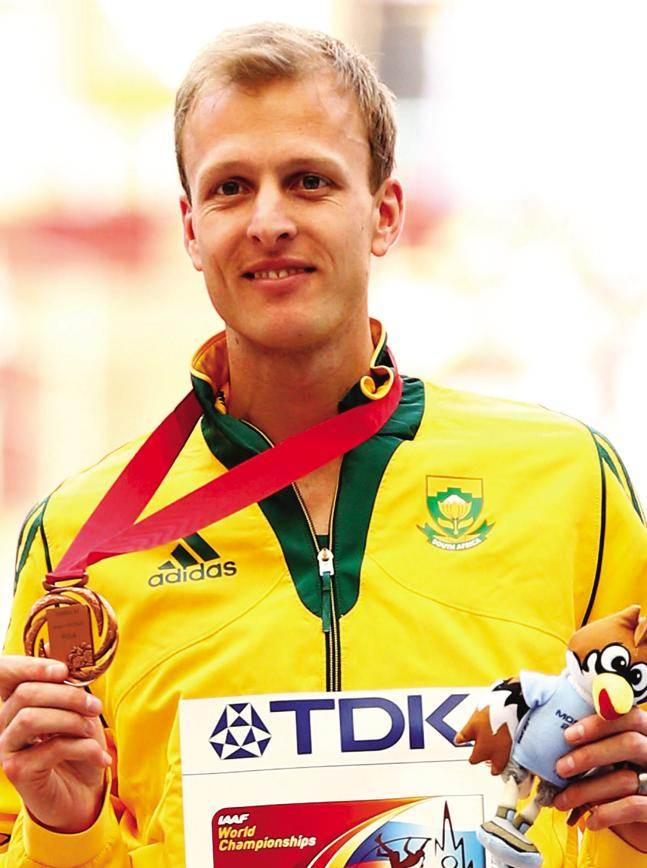
Johan Cronje bei den Leichtathletik-Weltmeisterschaften 2013 in Moskau

Johan Cronje (* 13. April 1982 in Bloemfontein) ist ein südafrikanischer Mittelstreckenläufer, der sich auf die 1500-Meter-Distanz spezialisiert hat.
Bei den Olympischen Spielen 2004 in Athen und bei den Leichtathletik-Weltmeisterschaften 2005 in Helsinki erreichte er das Halbfinale. 2009 schied er bei den Weltmeisterschaften in Berlin im Vorlauf aus.
Bei den Weltmeisterschaften 2013 in Moskau gewann er die Bronzemedaille.

## Persönliche Bestzeiten
- 800 m: 1:45,64 min, 1. September 2013, Berlin
- 1000 m: 2:18,56 min, 22. August 2010, Dubnica nad Váhom
  - Halle: 2:18,48 min, 21. Februar 2008, Stockholm
- 1500 m: 3:31,93 min, 8. September 2013, Rieti (südafrikanischer Rekord)
  - Halle: 3:39,28 min, 17. Februar 2008, Leipzig
- 1 Meile: 3:54,84 min, 25. Juli 2009, London